# Jean-Baptiste Philibert Willaumez
Jean-Baptiste Philibert Willaumez (7 sierpnia 1763 – 17 maja 1845) – francuski żeglarz, oficer marynarki i admirał I Cesarstwa Francuskiego.